# Zamia paucijuga
Zamia paucijuga är en kärlväxtart som beskrevs av Wieland. Zamia paucijuga ingår i släktet Zamia och familjen Zamiaceae. IUCN kategoriserar arten globalt som nära hotad. Inga underarter finns listade i Catalogue of Life.